# Arrigo Guerci
Arrigo Guerci (Cuneo, 20 agosto 1920 – Nizza, 2 settembre 1944) è stato un militare, aviatore e partigiano italiano, decorato di medaglia d'oro al valor militare alla memoria nel corso della seconda guerra mondiale.

## Biografia
Nacque a Cuneo il 20 agosto 1920. Appena diplomatosi geometra, nel giugno 1941 si arruolò nella Regia Aeronautica e, dopo aver prestato servizio negli aeroporti di Piove di Sacco, di Verona e di Orvieto, nel luglio 1943 fu ammesso a frequentare il 5º corso specialisti in qualità di allievo sergente presso l'aeroporto di Venaria Reale. Dopo la proclamazione dell'armistizio dell'8 settembre 1943, si diede subito alla lotta partigiana nelle formazioni G.A.P. (Gruppi d'Azione Partigiana) di Cuneo. Assunto il comando di una banda della gloriosa Brigata "Carlo Rosselli" delle formazioni Giustizia e Libertà, dipendente dalla 1ª Divisione "Valle Stura", si distinse subito nel corso delle operazioni di sabotaggio. Combatté nella valli attorno a Cuneo e sulle coste della Liguria e dal 1º giugno 1944 assunse la qualifica di comandante di battaglione, equiparata al grado di tenente. Nell'agosto del 1944 la sua Brigata si scontrò contro la 90. leichte Afrika-Division tedesca che, attraverso la valle Stura, puntava sulla Provenza. Successivamente con i suoi partigiani passò in Francia per tentare di impedire ai tedeschi l'occupazione della valle Tinea. Rimase gravemente ferito ad Isola, nell’alta Valle Tinea, mentre cercava di portare aiuto a un partigiano colpito. I suoi uomini lo trasportarono a Nizza perché fosse curato, ma ogni tentativo di salvarlo fu inutile e decedette il giorno stesso.
Ad Arrigo Guerci nel 2018 è stata intitolata una via di Cuneo.